# Adonis Thomas (basket-ball)
Pour les articles homonymes, voir Adonis et Thomas.
Adonis Michael Thomas, né le 25 mars 1993 à Memphis, Tennessee (États-Unis), est un joueur américain professionnel de basket-ball. Il évolue actuellement aux postes d'ailier et d'arrière pour le Bandırma Banvit.

## Carrière

### Carrière universitaire
En 2011, il participe au McDonalds All-American Game et au Jordan Brand Classic.
Durant sa carrière universitaire, il joue pour les Tigers de Memphis.

### Carrière professionnelle
Non drafté, il rejoint les Hawks d'Atlanta pour participer à la NBA Summer League 2013. Le 30 septembre 2013, il signe avec les Hawks et participe au camp d'entraînement mais il est coupé le 14 octobre. Le 18 octobre 2013, il signe avec les Nets de Brooklyn mais il est coupé le 26 octobre. Le 1er novembre, il est sélectionné par les Armor de Springfield.
Le 25 février 2014, après 26 matches chez les Armor, il signe un contrat de 10 jours avec le Magic d'Orlando. Le 7 mars, il signe un second contrat de 10 jours avec le Magic mais il n'est pas reconduit pour le reste de la saison et repart donc en D-League chez les Armor,.
Le 7 avril 2014, après huit nouveaux matches chez les Armor, il signe un contrat de 10 jours avec les Sixers de Philadelphie et termine la saison avec l'équipe,.

## Records en carrière
Les records personnels d'Adonis Thomas, officiellement recensés par la NBA sont 
| Type de statistique        | Saison régulière | Saison régulière       | Saison régulière |
| Type de statistique        | Record           | Adversaire             | Date             |
| -------------------------- | ---------------- | ---------------------- | ---------------- |
| Points                     | 4                | @ Grizzlies de Memphis | 11 avril 2014    |
| Paniers marqués            | 2                | @ Grizzlies de Memphis | 11 avril 2014    |
| Paniers tentés             | 5                | Sixers de Philadelphie | 2 mars 2014      |
| Lancers francs réussis     | 1                | Sixers de Philadelphie | 2 mars 2014      |
| Lancers francs tentés      | 1                | Sixers de Philadelphie | 2 mars 2014      |
| Paniers à 3 points réussis | 1                | @ Heat de Miami        | 16 avril 2014    |
| Paniers à 3 points tentés  | 2                | @ Heat de Miami        | 16 avril 2014    |
| Rebonds offensifs          |                  |                        |                  |
| Rebonds défensifs          | 2                | Sixers de Philadelphie | 2 mars 2014      |
| Rebonds totaux             | 2                | Sixers de Philadelphie | 2 mars 2014      |
| Passes décisives           | 1                | 3 fois                 |                  |
| Interceptions              |                  |                        |                  |
| Contres                    |                  |                        |                  |
| Balles perdues             | 1                | @ Grizzlies de Memphis | 11 avril 2014    |
| Minutes jouées             | 9                | 2 fois                 |                  |

- Double-double : 0 (au 16/04/2014)
- Triple-double : 0

## Palmarès

### Distinction personnelle
- All-C-USA Third Team (2013)

## Vie privée
Adonis est le fils de Sandra Anderson et Eric Thomas.